# 1914-es magyar atlétikai bajnokság
Az 1914-es magyar atlétikai bajnokságon – amely a 19. bajnokság volt, utoljára rendeztek yard és mérföldes számokat, 1915-től a ma már hagyományos méteres, kilométeres számokban versenyeztek. Ideiglenesen kikerült a programból a 15 km-es futás és a két gyalogló szám.

## Eredmények

### Férfiak
| Versenyszám        | Arany                                                                                      | Arany   | Ezüst                      | Ezüst   | Bronz                         | Bronz   |
| ------------------ | ------------------------------------------------------------------------------------------ | ------- | -------------------------- | ------- | ----------------------------- | ------- |
| 100 yard           | Szenes József MTK                                                                          | 10,0    | Jankovich István Magyar AC |         | Schubert Ágost BEAC           |         |
| 220 yard           | Szerelemhegyi Ervin Magyar AC                                                              | 22,4    | Schubert Ágost BEAC        |         | Mezei Frigyes BEAC            |         |
| 440 yard           | Mezei Frigyes BEAC                                                                         | 50,0    | Déván István Magyar AC     |         | Steinfeld Imre ATE            |         |
| 880 yard           | Mickler György MTK                                                                         | 1:58,0  | Mattyasovszky László BEAC  |         | Kis Iván MAFC                 |         |
| 1 mérföld          | Marschalkó Teofil MTK                                                                      | 4:33,0  | Bognár József MTE          |         | Stefániai Vilmos BEAC         |         |
| 3 mérföld          | Váradi Mihály BEAC                                                                         | 15:21,0 | Vörös Vince MTE            |         | Lovas Antal Magyar AC         |         |
| 120 yard gát       | Solymár Károly FTC                                                                         | 15,8    | Mészáros Béla BEAC         |         | Püspöky Gyula Magyar AC       |         |
| mezei futás        | Vörös Vince MTE                                                                            | 45:35,0 | Bognár József MTE          |         | Thomka Áron BEAC              |         |
| mezei futás csapat | Munkás Testedző Egyesület Vörös Vince Bognár József Garai Sándor Jancsky György Zahora Ede | 24      | BEAC                       | 43      | Ferencvárosi TC               | 85      |
| magasugrás         | Wardener Iván MTK                                                                          | 188 cm  | Gáspár Jenő Magyar AC      | 188 cm  | Fábián Lajos MAFC             | 184 cm  |
| távolugrás         | Kovács György BEAC                                                                         | 686 cm  | Szabó Béla Magyar AC       | 676 cm  | Lichtneckert László Magyar AC | 668 cm  |
| rúdugrás           | Szemere János Magyar AC                                                                    | 336 cm  | Hadházy Dezső DTE          | 322 cm  |                               |         |
| súlylökés          | Mudin Imre Magyar AC                                                                       | 14,08 m | Ambrózy Károly BEAC        | 13,89 m | Toldi Sándor FTC              | 13,86 m |
| diszkoszvetés      | Ambrózy Károly BEAC                                                                        | 45,28 m | Toldi Sándor FTC           | 44,82 m | Görög Vilmos MTK              | 41,03 m |
| gerelyhajítás      | Kóczán Mór FTC                                                                             | 57,60 m | Szakáll Máté MTK           | 51,56 m | Toldi Sándor FTC              | 42,83 m |